# Rue de Valenciennes
Pour les articles homonymes, voir Valenciennes.
Ne doit pas être confondu avec rue de Valenciennes (Lille).
La rue de Valenciennes est une voie du 10e arrondissement de Paris, en France.

## Situation et accès
La rue de Valenciennes est une voie publique située dans le 10e arrondissement de Paris. Elle débute au 141, rue du Faubourg-Saint-Denis et se termine au 110, boulevard de Magenta.

## Origine du nom

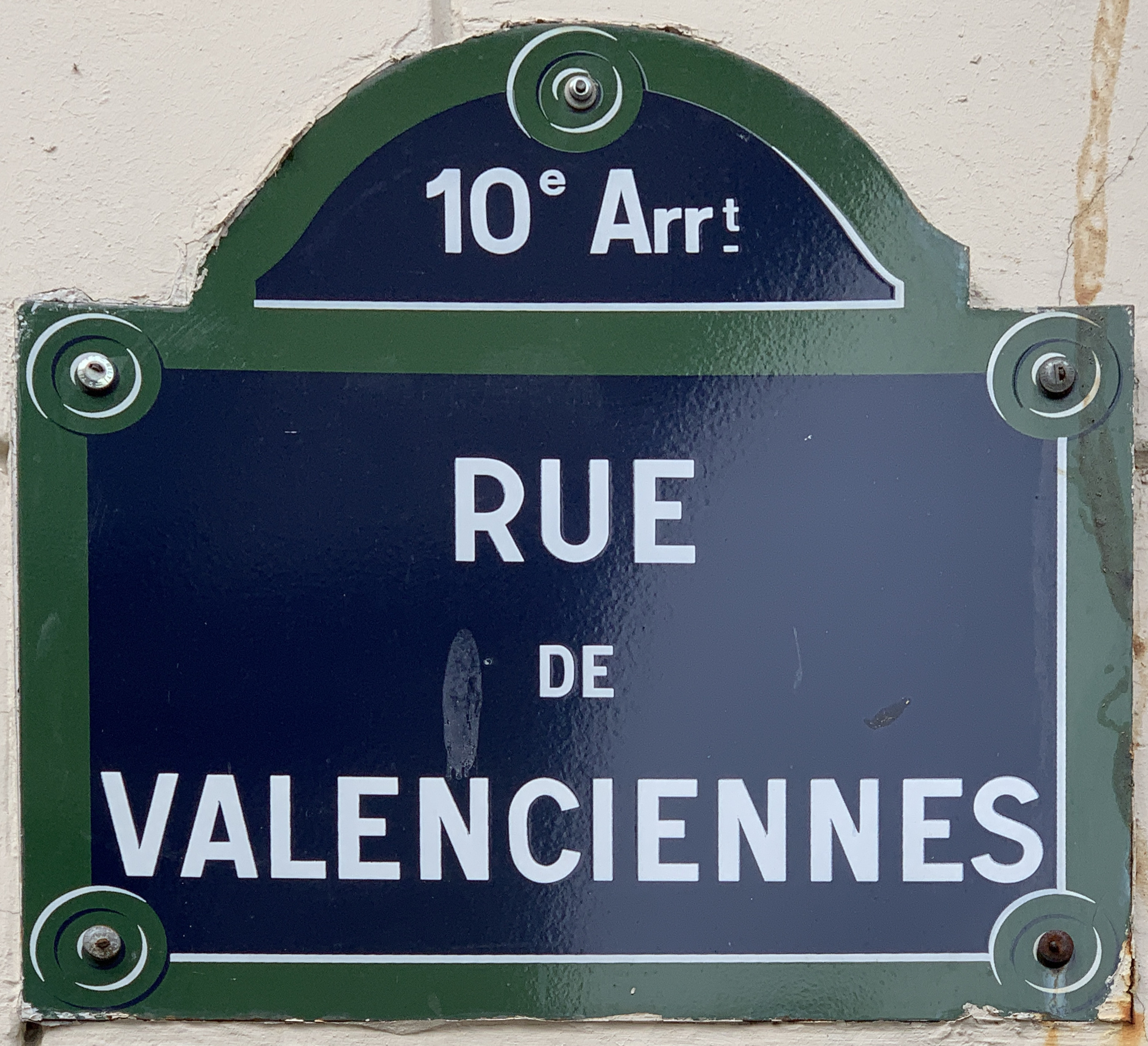
Plaque de la rue.

Elle porte le nom de la ville de Valenciennes, une des sous-préfectures du département du Nord, à laquelle Paris est reliée par la gare du Nord.

## Historique
Cette voie est formée en 1827 entre la rue de Saint-Quentin et le boulevard Magenta, sous le nom de « rue du Delta Lafayette », en référence au jardin du Delta, lieu de villégiature et de divertissement du même type que le jardin Tivoli.
Elle prend sa dénomination actuelle par décret ministériel du 11 avril 1845 puis est prolongée, en 1868, de la rue des Magasins à la rue du Faubourg-Saint-Denis.

## Bâtiments remarquables et lieux de mémoire
- No 2 : emplacement des établissements Chatelain qui fabriquaient les Jubolitoires (un laxatif). Le 31 décembre 2012, ce bâtiment, inoccupé depuis plus de trois ans, a été occupé par des mal logés soutenus par l'association Droit au logement et le collectif Jeudi noir, afin que les locaux soient rachetés par la ville et transformés en logements sociaux. Cette demande a été entendue et est en cours de réalisation[Quand ?].

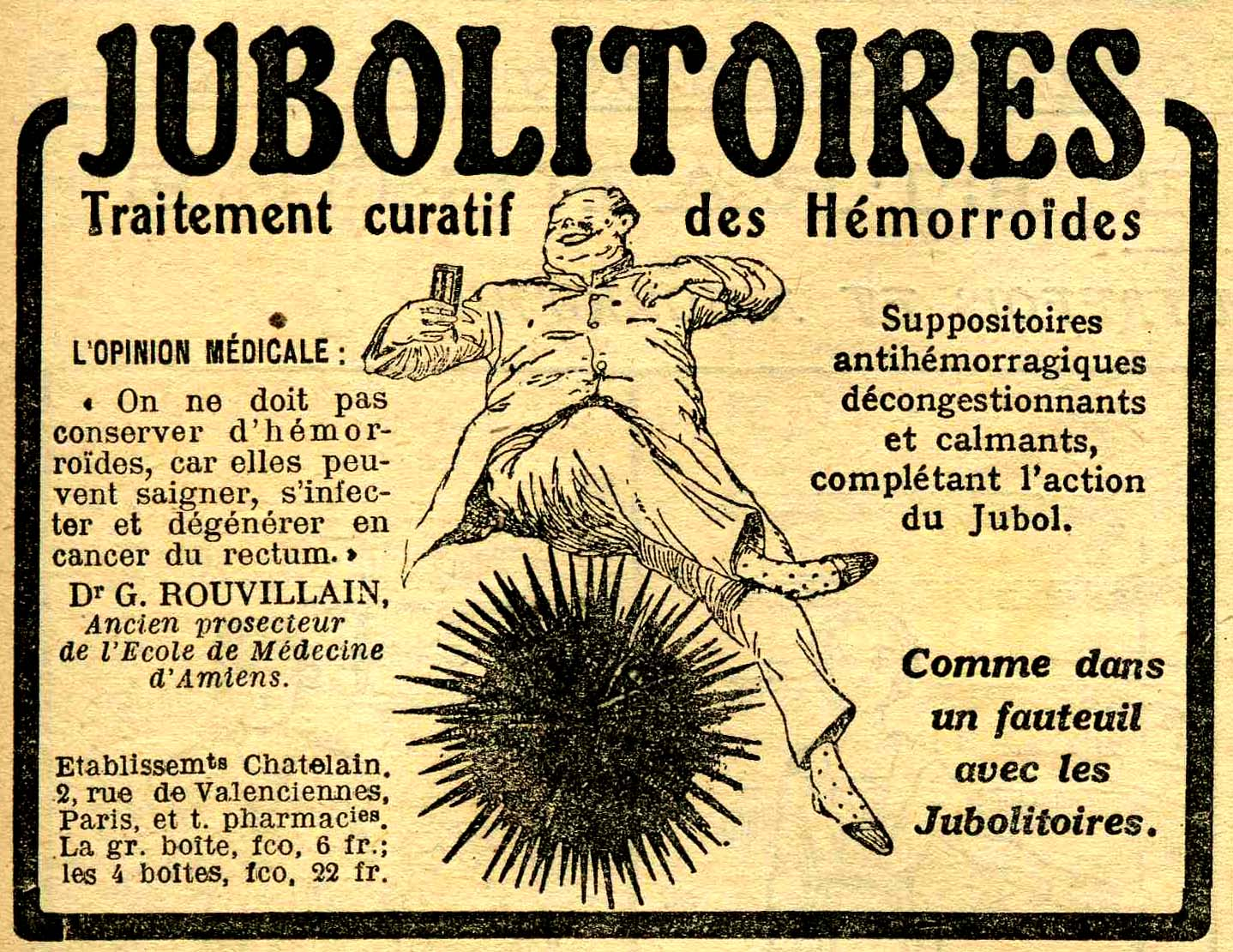
No 2 : Les Jubolitoires des établissements Chatelain.